# WiMAX

WiMAX Forumのロゴ

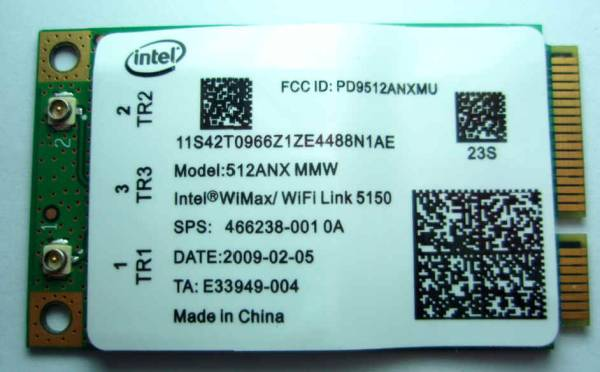
PCに内蔵されるWiMAXモジュール
Intel WiMAX/WiFi Link 5150

WiMAX（ワイマックス、Worldwide Interoperability for Microwave Access）とは無線通信技術の規格のひとつである。
人口希薄地帯や、高速通信（光・メタル）回線の敷設やDSL等の利用が困難な地域で固定無線アクセスの代替、いわゆるラストワンマイルの接続手段として期待されている。近年は、高速移動体通信用の規格も策定されている。WiMAXは当初、中長距離エリアをカバーする無線通信を目的としておりWiMAXアクセス網は「Wireless MAN」（MAN：Metropolitan Area Network）と定義される。
WiMAXは異なる機器間での相互接続性確保のため、IEEE 802.16作業部会と業界団体のWiMAX Forumにより規格標準化が進められている。

## 規格詳細
IEEE 802.16およびIEEE 802.16aをWiMAXと同義で扱う情報誌やWebサイトなどがあるが、IEEE 802.16a・IEEE 802.16dの両規格を整理・統合したものがIEEE 802.16-2004規格であり、これを「WiMAX」とするのが正しい。
現在、IEEE 802.16-2004をベースとする固定通信（FWA：Fixed Wireless Access）向けと、IEEE 802.16-2004にハンドオーバー（基地局移動）に関する仕様を追加したIEEE 802.16eをベースとする「Mobile WiMAX」の2種類の規格が存在している。

### IEEE 802.16（参考情報）
2001年12月に、IEEEの標準委員会・IEEE-SAが標準化仕様として正式承認した加入者系ブロードバンド無線規格で「都市型無線ブロードバンド」、「Air Interface for Fixed Broadband Wireless Access Systems」、「Wireless MAN」あるいは「固定ブロードバンド無線接続システム（BWA）用のエア・インターフェイス」とも呼ばれる。
- 最長伝送距離：50km（見通しのきく範囲）
- 最大伝送速度：70Mbps
- 使用周波数帯：10〜66GHz

### IEEE 802.16a（参考情報）
2003年1月にIEEEで承認された、固定無線通信の標準規格。IEEE 802.16規格の使用周波数帯を変更したもの。
- 最長伝送距離：50km（見通しのきかない範囲もある程度可）
- 最大伝送速度：70Mbps
- 変調方式：OFDM
- 使用周波数帯：2〜11GHz

### IEEE 802.16-2004
固定区間に用いられる方式。2004年6月策定・承認。別名：IEEE 802.16a/REVd。
- 最長伝送距離：2〜10km（出力によっては最大50km）
- 帯域幅：スケーラブル1.5〜20MHz
- 最大伝送速度：最大74.81Mbps（20MHz帯時） ベストエフォート方式（QoS実装可）
- 変調方式：OFDM/OFDMA/QPSK/16QAM/64QAM
- 全二重通信実装方式：TDD/FDD（半二重も可）
- 使用周波数帯：2〜11GHz
  - 2.5GHz帯 - 2.3〜2.4/2.5〜2.7GHz
  - 3.5GHz帯 - 3.3〜3.8GHz
  - 5.8GHz帯 - 5.25〜5.85GHz
- WiMAX Forumがテストし規格適合している場合、「WiMAX Forum Certified」と書かれたラベルが貼付されることになっている。
- 株式会社YOZANが2005年12月より4.9GHz帯（登録制帯域）において商用サービスを開始していたが、撤退した。

### IEEE 802.16e
移動端末に用いられる方式。120km/hでの移動中も使用可能。Mobile WiMAXとも呼ばれる。米国時間2005年12月7日、IEEEが承認。この際承認された規格名称は、「IEEE 802.16e-2005」。ただしハンドオーバーの実現及び高速移動時の補正等は含まれないため、引き続きWiMAXフォーラムで調整。
- 最長伝送距離：1〜3km
- 最大伝送速度：最大21Mbps（20MHz帯時） ベストエフォート方式（QoS実装可）
- 変調方式：OFDM/OFDMA/SOFDMA/QPSK/16QAM/64QAM
- 全二重通信実装方式：TDD/FDD（半二重も可）
- 使用周波数帯：6GHz以下（2.5/3.5/5.8GHz帯を推奨）
  - 2.5GHz帯 - 日本では2006年7月1日以降、空き周波数帯となる2535〜2605MHzの約70MHzへの割り当てを検討中。

### IEEE 802.16h
IEEE 802.16-2004規格にDFSなどを規格化したもの。Mobile WiMAX用の規格。

## 変調速度
ボーレート（baudrate）とも呼ばれ、各種変調方式によって伝送される速度を単純にbps表記したものと変調速度（単位：ボー）で表される場合がある。

## 変調方式
WiMAXがサポートする変調方式は現時点で8つある。
OFDM（Orthogonal Frequency Division Multiplexing：直交周波数分割多重方式）
デジタルデータ固有の変調方式でCOFDM（Code OFDM：符号化直交周波数分割多重方式）と呼ばれることもある。反射波や遅延波と直接電波との電波干渉いわゆるマルチパス現象発生時のデータ欠損などに対応する。地上デジタル放送、無線LANやその他、無線通信で採用されている。
OFDMA（Orthogonal Frequency Division Multiplexing Access）
OFDMの変形型。シンボル長を長くするためにキャリア信号を複数のサブキャリアで分割伝送し分割されたサブキャリアをグループ化する仕組みを持つ。なお、グループ内のサブキャリアをサブチャネルと呼びこれらサブチャネルを複数ユーザーの通信で共有することが出来るのが特徴。他に利用ユーザーがいない場合は、サブチャネルを占有して伝送速度を上げることも出来る。
SOFDMA（Scalable OFDMA）
利用可能なチャネル毎サブチャンネル数を可変にするOFDMA方式。1ユーザあたりの伝送速度や同時に利用可能なユーザー数などを制御することが可能な方式。1チャネルあたりの利用可能な電波帯域が狭くてもサブキャリア数を減らすことなく一定の伝送効率を保つことが出来る、もしくは伝送速度を下げ同時に利用可能なユーザー数を増やすなどの設定が可能。IEEE 802.16eで採用されており、Mobile WiMAXで仕様に盛り込まれている。
MIMO（Multiple-Input Multiple-Output：多元接続）
同じ周波数帯の電波に別々のデータを乗せ複数のアンテナから送信することによって、電波利用効率を高める方式。スペースタイムエンコーディングと呼ばれるエンコードを施すことによって受信側で電波の識別を容易にする工夫が盛り込まれている。また、複数アンテナを用いるため、ダイバシティ効果により単一アンテナによる通信よりも長距離の伝送も可能になる。無線LAN規格のIEEE 802.11nでも採用されている。

### サブキャリアの変調方式
QPSK（Quadrature Phase Shift Keying：四位相偏移変調）
初期のアナログモデムやADSLモデムなどでも採用されている、キャリア信号の異なる4つの位相の状態に値を割り当てることで同時に2ビットの値を送ることが出来る変調方式。伝送効率はあまり高くない。
QAM（Quadrature Amplitude Modulation：直交振幅変調）
変調速度が16QAM（4ビット）、64QAM（6ビット）、256QAM（8ビット）などと表記されることがありキャリア信号の位相と振幅を組み合わせてデータを送信する方式。フェージング現象に弱いなどの問題がある。

### 複信方式
TDD（Time Division Duplex：時分割複信）
OFDMによって得られるサブキャリアを時分割によって同じ周波数帯で上りと下りの通信を同時に行う、全二重通信実現のための方式のひとつ。チャネルあたりの伝送帯域が少ない場合でも、チャネル帯域に応じた速度で全二重通信を行うことが可能になる。
FDD（Frequency Division Duplex：周波数分割複信）
OFDMによって得られるサブキャリアを周波数帯毎に上り下りの通信に割り当てることで、全二重通信を実現する方式。

## WiMAXのセキュリティ機能
WiMAXでは、AESによる暗号化機能を備えている。

## 問題点

### 全般

BS・110°CSの中間周波数と、同帯域を使う無線システム。

- 日本において2.5GHz帯を携帯電話事業者が、3.5GHz帯を放送事業者が、そして5.8GHz帯を気象レーダーなどが既に使用している。
- 現時点において、Mobile WiMAXには利用を想定している電波周波数帯があいまいであることや、電波に空きがないか免許を必要とする周波数帯と重なっているなど課題がまだある。

### 固定
- 東北総合通信局により、山間部や離島といった有線によるブロードバンド環境の敷設が困難な地域に対しての解決策としてWiMAXによる回線の提供実験が行われる見通し。

### モバイルWiMAX
- 速度、伝達距離が次世代技術と現行技術の中位にあり、市場としてニッチになることでエリアが広がらないのではないかとの懸念があるが、WiMAX2の規格策定が完了した後に、急遽TD-LTEに互換となるWiMAX2.1が策定された。WiMAXに対して上位互換でありながらLTE技術との融和を目指したことで、2013年初頭現在では大勢に於いてはLTE技術への収束が実現する見通し[1]。
- 台湾では国策としての導入強化が図られ、同様にポルトガルにおいても国内全域を目標に導入が進んでいる。
- 日本においては地域WiMAX事業者へのローミングが2010年12月1日に開始されるなど、サービス地域の拡大が行われている。
- 屋外で5GHzの周波数を利用する際、周囲に電波干渉を起こす気象レーダーなどがないか、最低でも1分間確認してからネットワークに接続することが電波法によって定められている（DFSチェック）。

## WiMAX Forum
2001年6月に設立された業界団体である。WiMAX製品の相互運用性のテストや認定を行い、異なるメーカー間での通信を可能にする。会員は2009年の時点で500以上の企業・団体である。

## 日本での事業者
- UQコミュニケーションズ（IEEE 802.16e）

### 日本においてWiMAXの通信実験などを行っている企業
- YOZAN（2005年に実用化試験開始、2008年6月30日廃止）
  - 沖縄テレメッセージ（2008年12月25日サービス開始）
- アッカ・ワイヤレス
- 福井ケーブルテレビ
- ニューメディア
- ビーム計画設計
- ひまわりネットワーク（2010年5月商用サービス開始）
- キャッチネットワーク（2010年5月商用サービス開始）
- ひのき・キューテレビ（2010年5月商用サービス開始）
- 嶺南ケーブルネットワーク
- 大分ケーブルテレコム（2010年7月商用サービス開始）
- NTTグループ 他16社